# Tavarede
Tavarede is een plaats (freguesia) in de Portugese gemeente Figueira da Foz en telt 7722 inwoners (2001).